# フユザンショウ
フユザンショウ（冬山椒、学名: Zanthoxylum armatum DC. var. subtrifoliatum (Franch.) Kitam.）は、ミカン科サンショウ属に分類される常緑低木の1種。
名前の由来は冬でも葉を落とさないサンショウという意味。 学名の「armatum」は、「刺のある」の意味。冬でもわずかに葉を残す。

## 分布と生育環境
中国、台湾、朝鮮半島、日本に分布する。
日本では本州（関東地方以西）、四国、九州、沖縄の丘陵帯に分布する。
暖地の山地に生える。

## 特徴
常緑広葉樹の低木。樹高は2 - 3メートル (m) ほど。雌雄異株だが日本では雌株だけしか存在しない。樹皮は灰黒色で筋があり、こぶ状の大きなトゲの名残がある。若い幹の樹皮は皮目が多い。一年枝は赤褐色で、無毛または毛が残り、枝や葉柄の基部には対生するトゲがある。若い枝やトゲは同じ色合いで、白い葉痕が目立つ。葉は奇数羽状複葉で互生する。葉柄には翼がある。小葉は3 - 7の長楕円形。頂小葉が一番大きい。葉縁には鋸歯がつく。

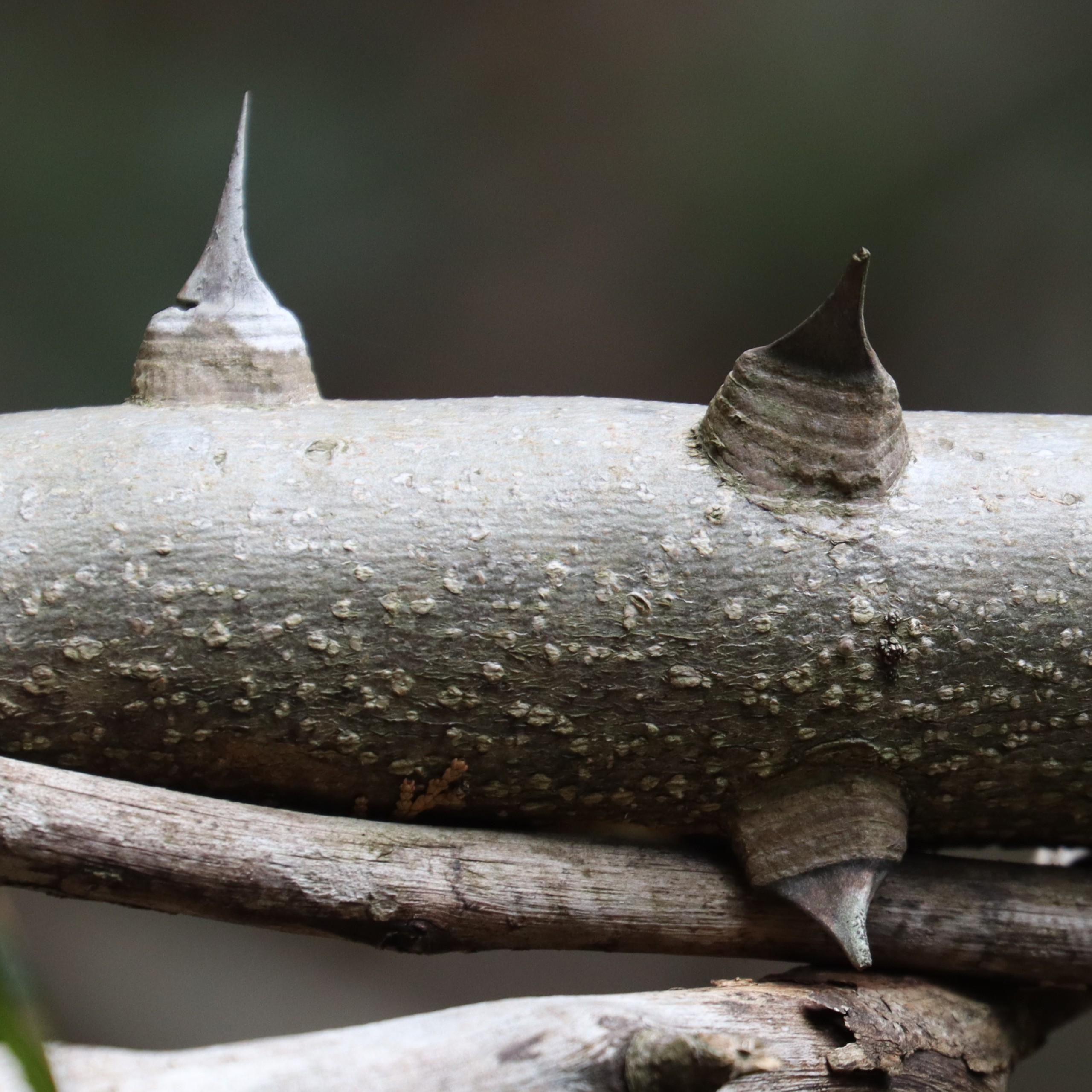
灰黒色の樹皮で大きなトゲがある
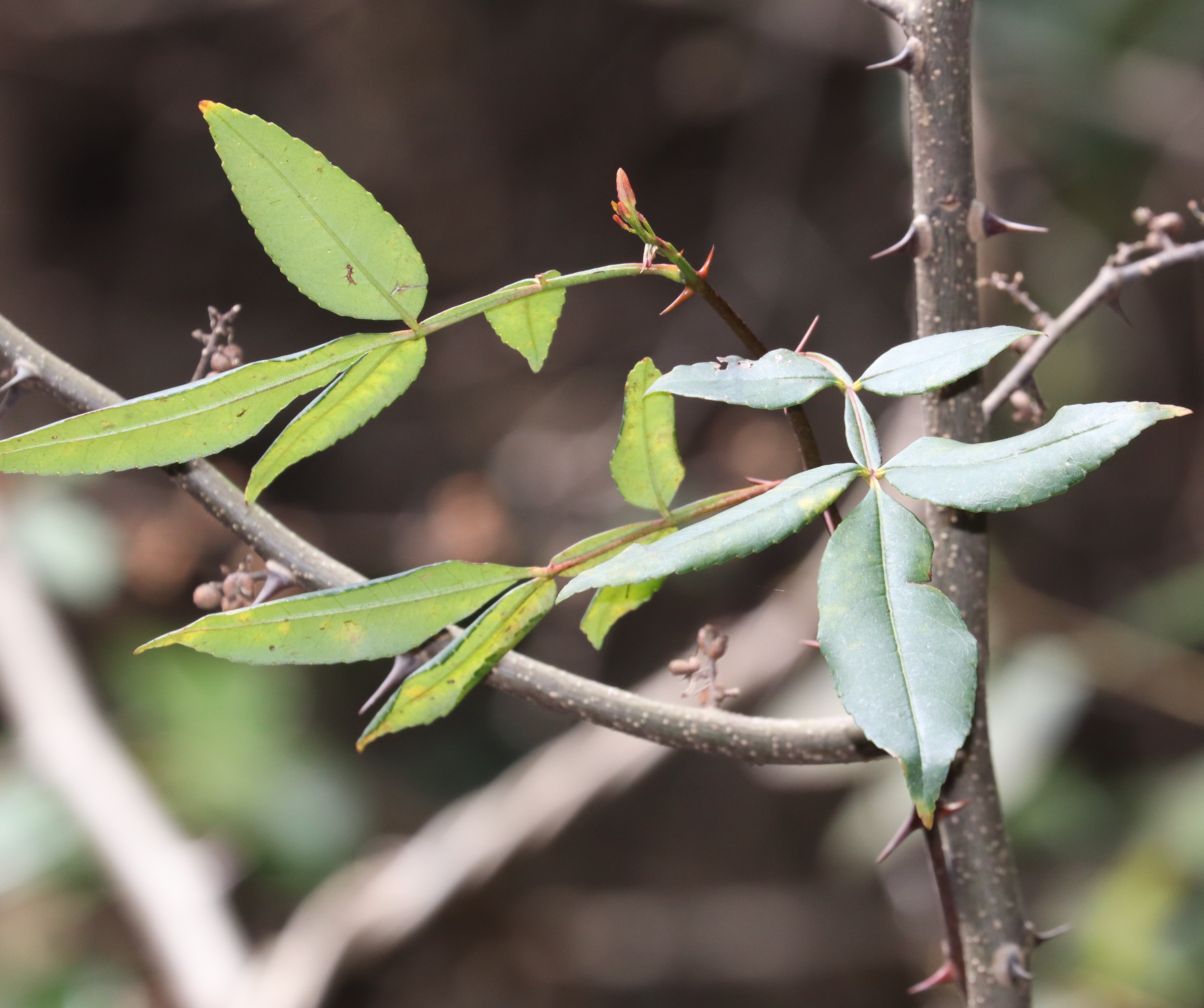
葉は奇数羽状複葉で互生し、葉柄には翼がある

花期は4 - 5月ごろ。葉腋に2 - 3センチメートル (cm) の花序を出し、淡黄緑色の小さな花をつける。雌株だけで実をつける単為生殖で増える。果期は8月で、10 - 11月には果実は赤く熟し、2つに分かれる。種子は黒色で直径約5ミリメートル (mm) ある。

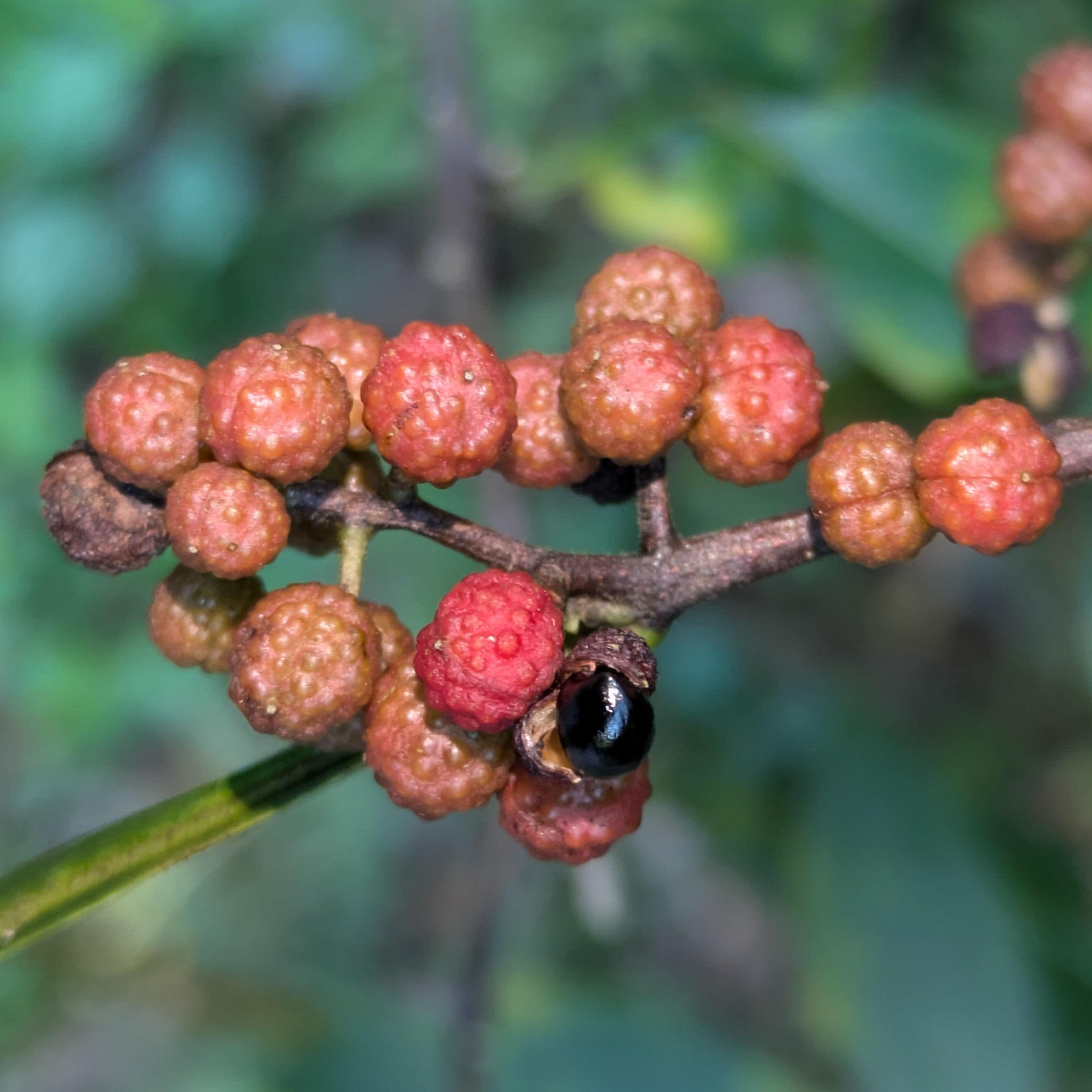
赤く熟した果実（10月）
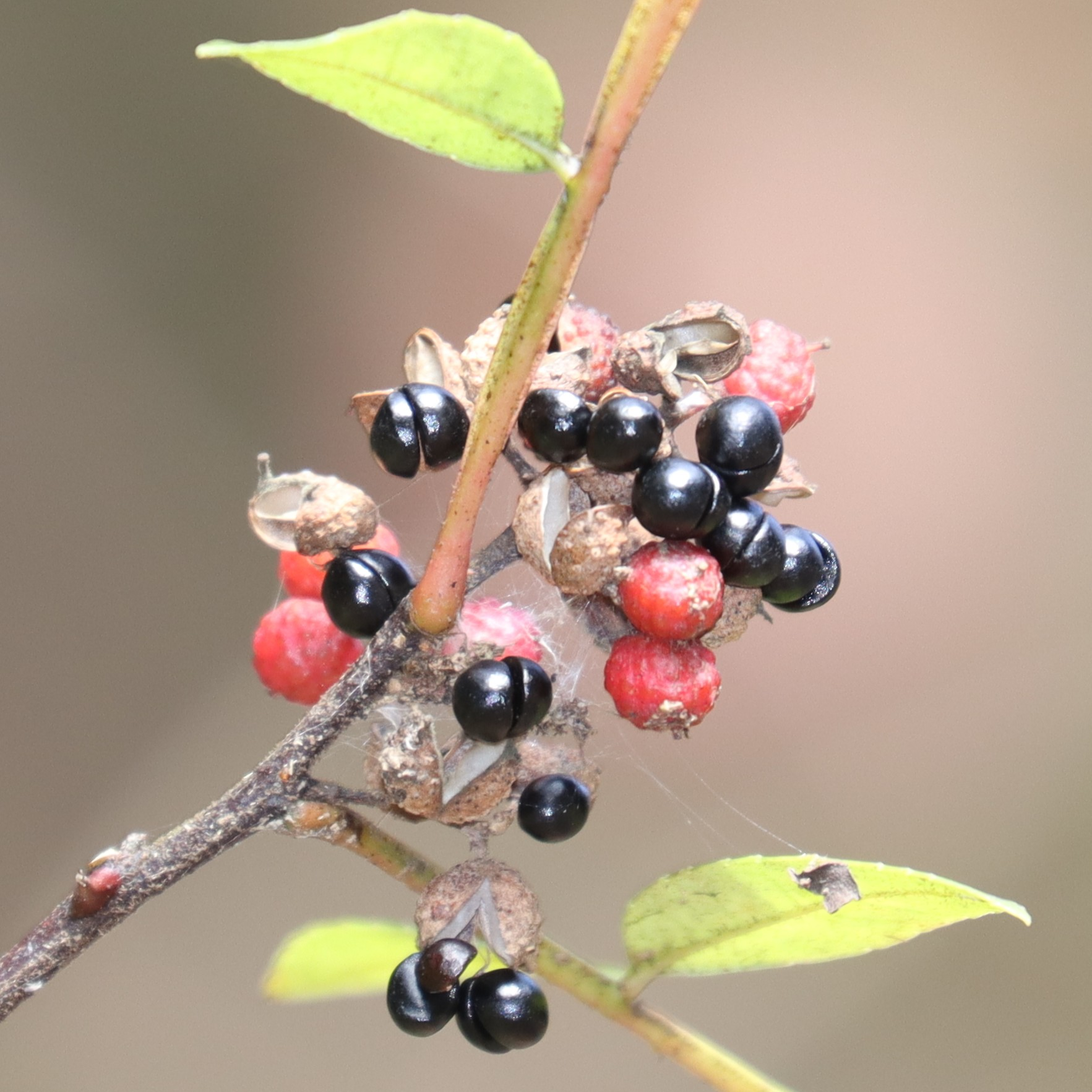
2つに分かれる黒い種子

冬芽は裸芽で、幼い葉が小さく集まり、側芽は枝に互生する。葉痕には維管束痕が3個つく。

## 日本での利用
葉や実には芳香性が無いので、サンショウのように食用にはならないが、サンショウの接ぎ木の台木としては用いられる。